# 西安事变 (电影)
西安事变是一部於1981年上映的中国彩色历史剧情片，講述的是與電影同名的事件西安事变。該電影由成蔭執導，金安歌、王铁成、孙飞虎等人主演，西安电影制片厂出品。
1981年，中華人民共和國文化部授予該片優秀故事片獎。該電影曾奪得第二屆金鸡奖中的最佳导演、最佳男配角（孙飞虎饰演蔣中正）和最佳化妆。 

## 創作
1962年，北京电影制片厂导演成荫想把西安事变拍成電影。成荫的岳父申伯纯当过杨虎城的交际处处长，是中共地下党与西北军的联络人，他常听岳父谈起那段历史。成荫写了一个剧本提纲，请周恩來审阅，周恩來的意见是趁很多当事人还活着的时候收集材料，先把剧本搞出来，再晚些时候拍。1966年，文化大革命爆发，成荫拍摄電影的计划中断。粉碎四人帮后，甘肃省话剧团和西安话剧院分别创作了话剧版《西安事变》。1978年，两部话剧版的《西安事变》进北京演出。中華人民共和國文化部决定以话剧为基础拍成电影，任务交给北京电影制片厂导演崔嵬。筹备期间，崔嵬病逝。1980年年初，成荫接手电影版《西安事变》的拍摄。
摄制组拿着原型人物的照片在中國各地尋找演員。成荫从中國东北找了一个外形上與张学良相似的演員，但演員演技不佳。孙飞虎发现饰演戴笠的金安歌与张学良有几分神似，於是孙飞虎让金安歌暫時饰演张学良一下，成荫和孫飛虎都認為不錯，於是讓金安歌飾演张学良。成荫還在拍攝時要求不要在外貌上醜化中國國民黨方面的人物。
電影拍摄時，由于摄制组認為西安事变比较敏感，於是讓王铁成前往北京打聽一下中央的意見。邓颖超向王铁成表示鼓勵攝製組自己發揮。

## 演員表
- 金安歌——张学良
- 王铁成——周恩来
- 孙飞虎——蔣中正
- 辛静——杨虎城
- 古月——毛泽东

## 票房和評價
1983年，該電影在香港上映。截至1985年，該電影的票房達到4.5亿张。 新報認為，電影中扮演毛澤東、張學良、蔣中正的演員與歷史人物非常神似。明報認為，電影將西安事變的來龍去脈講的很清楚。